# Frosch-Binse
Die Frosch-Binse (Juncus ranarius) ist eine Pflanzenart aus der Gattung der Binsen (Juncus) in der Familie der Binsengewächse (Juncaceae).

## Beschreibung
Die Frosch-Binse ist der Art Juncus bufonius sehr ähnlich, unterscheidet sich jedoch durch folgende Merkmale: Die kurzspitzigen, stumpfen Perigonblätter, die höchstens so lang wie die Kapsel sind, die (gegenüber den inneren) deutlich längeren äußeren Perigonblätter, die Kapselklappen, die nach dem Aufspringen durch Einklappen der Spitze gestutzt erscheinen, sowie durch den rötlichen Blattgrund und die zu 2 oder 3 einander genäherten Blüten.
Die Chromosomenzahl beträgt 2n = 34.

## Verbreitung und Standort
Die Frosch-Binse kommt in den gemäßigten Zonen Eurasiens und in Nordwestafrika vor. Sie kommt in fast allen Ländern Europas vor und fehlt nur in Slowenien, Kroatien, Bosnien-Herzegowina, Serbien, Kosovo, Montenegro, Albanien, Nordmazedonien, Moldau und im europäischen Teil der Türkei.
Die salztolerante Pflanze besiedelt Salzpflanzenfluren, feuchte Wiesen und Ruderalstellen und kurzlebige Schlammboden-Pionierfluren. In Deutschland ist sie an den Küsten recht häufig, während sie im Binnenland nur zerstreut bis selten vorkommt. Sie ist pflanzensoziologisch eine Charakterart der Klasse Isoeto-Nanojuncetea, kommt aber auch in Gesellschaften des Verbands Agropyro-Rumicion vor.

## Taxonomie
Die Frosch-Binse wurde 1859 von André Songeon und Eugène Pierre Perrier de la Bâthie in Paul Constant Billot: Annotations à la Flore de France et d'Allemagne S. 192 als Juncus ranarius erstbeschrieben. Synonyme von Juncus ranarius Songeon & E.P.Perrier sind Juncus ambiguus T.A.Cope & Stace und Juncus bufonius subsp. ranarius (Songeon & E.P.Perrier) Hiitonen.